# Liste der Kulturdenkmäler in Imsbach
In der Liste der Kulturdenkmäler in Imsbach sind alle Kulturdenkmäler der rheinland-pfälzischen Ortsgemeinde Imsbach einschließlich des Ortsteils Langheckerhof aufgeführt. Grundlage ist die Denkmalliste des Landes Rheinland-Pfalz (Stand: 27. November 2018).

## Denkmalzonen
| Bezeichnung                     | Lage                                                                          | Baujahr                | Beschreibung | Bild                           |
| ------------------------------- | ----------------------------------------------------------------------------- | ---------------------- | --- | ------------------------------ |
| Denkmalzone Burgruine Hohenfels | nordöstlich des Ortes auf der Ostseite des Langentals; Distrikt Hochfels Lage | frühes 12. Jahrhundert | wohl im frühen 12. Jahrhundert von Werner I. von Bolanden gegründet, 1351 zerstört; salisch-frühstaufische Mauerreste, Unterburg wohl mit Resten des Palas | weitere Bilder Fotos hochladen |

## Einzeldenkmäler
| Bezeichnung                                          | Lage                                                         | Baujahr                 | Beschreibung | Bild                           |
| ---------------------------------------------------- | ------------------------------------------------------------ | ----------------------- | --- | ------------------------------ |
| Wohnhaus                                             | Bergstraße 1/3 Lage                                          | frühes 18. Jahrhundert  | schmales Doppelwohnhaus, teilweise Fachwerk, verputzt, teilweise verkleidet, frühes 18. Jahrhundert                                                     | BW                             |
| Katholische Pfarrkirche Unbefleckte Empfängnis Mariä | Bergstraße 4 Lage                                            | 1898                    | neugotischer Sandsteinquader-Saalbau, 1898, Architekt Wilhelm Schulte I., Neustadt an der Weinstraße                                                    | Fotos hochladen                |
| Schulhaus                                            | Ortsstraße 2 Lage                                            | 1882                    | ehemaliges Schulhaus; spätklassizistischer Rotsandsteinquaderbau, 1882, Architekt Julius Huth, Kaiserslautern; straßenbildprägend                       | Fotos hochladen                |
| Wohnhaus                                             | Ortsstraße 3 Lage                                            | 1926                    | Walmdachbau, 1926 | Fotos hochladen                |
| Protestantisches Pfarrhaus                           | Ortsstraße 6 Lage                                            | 1855                    | repräsentativer Walmdachbau, 1855, Architekt Julius Huth, Kaiserslautern, Aufstockung 1930, Architekt Peter Seeberger, Rockenhausen; straßenbildprägend | Fotos hochladen                |
| Protestantische Pfarrkirche                          | Triftstraße 15 Lage                                          | 1729                    | barocker Saalbau, bezeichnet 1729; Westturm, bezeichnet 1926, Architekt Hans Seeberger, Kaiserslautern; Ausstattung                                     | Fotos hochladen                |
| Bergwerk Weiße Grube                                 | nordöstlich des Ortes; Distrikt Beutelfels Lage              | 15. Jahrhundert         | weitläufiges System von Stollen, Schächten, Gesenken und Weitungen, spätestens aus dem 15. Jahrhundert                                                  | weitere Bilder Fotos hochladen |
| Bergwerk Katharina I/II                              | nordwestlich des Ortes; Distrikt Katharinenberg Lage         | 16. Jahrhundert         | weitverzweigtes Stollen- und Schachtsystem, spätestens aus dem 16. Jahrhundert                                                                          | Fotos hochladen                |
| Kriegerdenkmal                                       | südlich des Ortes an der K 38; Flur Auf dem Pläckelchen Lage | 1933                    | Kriegerdenkmal 1914/18 und 1939/45, bastionsförmige Anlage, 1933, nach 1945 erweitert                                                                   | weitere Bilder Fotos hochladen |
| Hofanlage                                            | Langheckerhof, Nr. 6 Lage                                    | 18. und 19. Jahrhundert | Hofanlage, 18. und 19. Jahrhundert; barocker Walmdachbau, teilweise Fachwerk, bezeichnet 1733, Stallungen und Scheune, bezeichnet 1863                  | BW                             |